# Pedersker (plaats)
Pedersker is een plaats in de Deense regio Hovedstaden, gemeente Bornholm. De plaats telt 270 inwoners (2008).